# Спенсер, Эдмунд
Э́дмунд Спе́нсер (англ. Edmund Spenser; ок. 1552 — 13 января 1599, Лондон) — английский поэт елизаветинской эпохи, старший современник Шекспира, впервые прививший английскому стиху сладкозвучие и музыкальность.
Спенсер оставил после себя мастерски написанные произведения в каждом жанре поэзии: от пасторали и элегии до сонетов и огромной эпопеи. Как поэту Спенсеру доставались самые высочайшие эпитеты: «принц поэтов», «архипоэт Англии», «наш новый Поэт», «Поэт Поэтов».
Произведения Спенсера издаются во многих странах мира, имеется огромное количество работ, посвящённых его жизни и поэзии, создано Международное Спенсеровское общество. С 1980 года начал выходить специальный научный журнал, в котором публикуются статьи о Спенсере и его произведениях.

## Биография

### Детство и юность

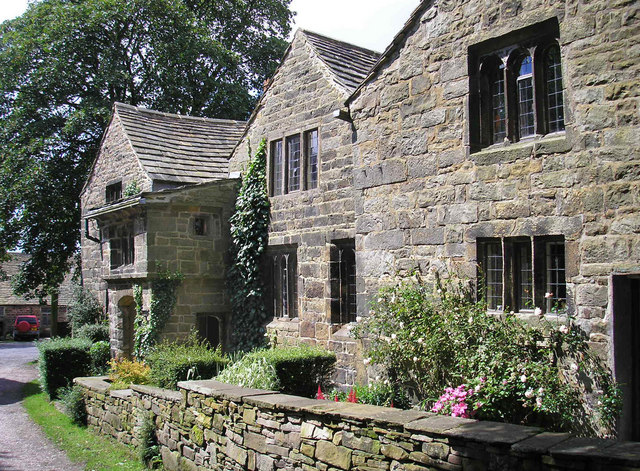
Дом в Хёрствуде, связанный с Эдмундом Спенсером

Эдмунд Спенсер родился в Лондоне приблизительно в 1552 или 1553 году. Точная дата его рождения неизвестна. Род Спенсеров происходит из городка Бёрнли, лежащего у подножия холма Пендл Хилл на северо-востоке Ланкашира). Скорее всего, Эдмунд появился в семье Джона Спенсера, наёмного подмастерья Гильдии портных, проживавшего в лондонском районе Восточный Смитфилд. Мать Спенсера звали Элизабет. Предположительно, у Спенсера была сестра Сара и несколько братьев, одного из которых звали Джон. Семья была небогата, но в 1561 году будущий поэт поступил в только что открывшуюся Школу Гильдии Портных (Merchant Taylors' School), основанную для купеческих детей, директором которой стал знаменитый гуманист и замечательный педагог Ричард Малкастер (1530—1611). Мальчикам преподавали произведения античных авторов, они изучали латинский, греческий языки и даже иврит, что было несколько необычно для того времени. Во время обучения будущий поэт был материально обеспечен, по крайней мере, частично, щедрым наследством Роберта Ноуэлла, брата Александра Ноуэлла, настоятеля собора Святого Павла. Спенсер проявил творческие способности ещё учась в школе. 25 мая 1569 года фламандским протестантским беженцем Яном ван дер Ноодтом (1540—1595) была выпущена книга «Theatre for Worldings», включавшая в себя его собственный антикатолический трактат и несколько стихотворений Спенсера.
20 мая 1569 года, Спенсер был зачислен как «sizar» (ученик с ограниченными средствами, трудящийся на разных хозяйственных работах в обмен на жильё и еду) в Пемброук-Холл (ныне Пемброк-колледж) Кембриджского университета, получая и в дальнейшем десять шиллингов из наследства Ноуэлла в качестве материальной поддержки. Период обучения Спенсера в Кембриджском университете был, несомненно, важен для будущего поэта. Он приобрёл обширные знания не только в латыни и древнегреческом, но также изучал итальянский и французский языки, познакомился с английской литературой, как прошлых веков, так и современной.
В Кембридже Спенсер познакомился с Габриэлем Харви (ок. 1545 — 1630), который преподавал риторику в университете. Взаимоотношения Спенсера и Харви (а может быть и дружба) длились достаточно долго. В течение этого периода, когда происходило формирование поэтического таланта Спенсера и его мировоззрения, Харви играл роль советника и гида в необъятном море классической литературы. В 1573 году Спенсер получил степень бакалавра искусств (В. А.), но в следующем году покинул Кембридж из-за какой-то эпидемии. Однако занятий не бросил, побыв нескольких месяцев у своих родственников в Восточном Ланкашире, и в 1576 году благополучно получил магистерскую степень (М. А.).

### Начало карьеры
После окончания Кембриджа, предположительно в 1577 году, Спенсер познакомился с Робертом Дадли, графом Лестером, всесильным фаворитом королевы и лидером протестантского крыла при дворе. Возможно, в качестве курьера последнего будущий поэт доставлял письма шурину Лестера сэру Генри Сидни (1529—1586), в то время лорду-наместнику Ирландии. В следующем, 1578 году, Спенсер уехал в графство Кент, где был назначен на должность секретаря Джона Янга, епископа Рочестерского (ок. 1532 — 1605).
Скорее всего, именно тогда поэт начал сочинять свой «Пастуший календарь» (1579). Эта поэма явилась важнейшей вехой в развитии английской поэзии со времён «Кентерберийских рассказов» Джеффри Чосера. Сидниевский пасторальный роман «Аркадия» создавался в это же время, но был издан позднее (1590). По примеру Вергилия и многих более поздних поэтов, Спенсер начинал свою литературную карьеру с пасторальной темы. «Календарь» состоит из 12 эклог, названных по имени каждого месяца года, напоминая средневековые часословы, или церковные календари.
27 октября этого же года Спенсер повенчался в церкви Св. Марии Магдалины в Уинчестере с некоей Мачейбиа Чайльд, родившей ему двух детей — сына Сильвануса и дочь Кэтрин. Выведя себя в «Пастушьем календаре» под именем Колина Клаута, Спенсер красочно описал его страдания от любви к некоей Розалинде. Этой Розалиндой, как и Розалиндой из его другой поэмы «Возвращение Колина Клаута» (1595), могла быть вышеупомянутая мисс Чайльд. В 1579 году Спенсер возвращается на юг по многочисленным просьбам Харви и поступает на службу к самому графу Лестеру.
В Пенхёрсте (доме Лестера на Стрэнде) Спенсер познакомился с Филипом Сидни. Вдохновившись деятельностью французской «Плеяды», направленной на совершенствование французского языка, Сидни вместе со своими друзьями-единомышленниками: поэтами Эдвардом Дайером (1543—1607), Фульком Гревиллом (1554—1628) и некоторыми другими молодыми людьми — основал литературное сообщество, названное «Ареопагом» (Areopagus). Целью этого сообщества являлось преобразование английской поэзии. Спенсер был также принят в члены «Ареопага».
Спенсер был молод, честолюбив, начитан, и искренне интересовался теорией и практикой поэзии. Из переписки Харви и Спенсера мы узнаём о многих подробностях жизни поэта. В этих письмах можно уловить и спенсеровский взгляд на мир через розовые очки и постоянную поддержку поэта со стороны Сидни и Лестера, весёлое и энергичное обсуждение технических особенностей его мастерства, с некоторыми замечаниями от его могущественных друзей и серьёзные литературные дебаты. Но мы также отмечаем его частое «посещение двора в свите Лестера, отращивание остроконечной бородки и больших усов модной формы и пугающие его постоянно бдительного друга и наставника Харви лёгкие, как и подобает придворному, связи с женщинами». «Пастуший Календарь», недавно изданный, был триумфально встречен читающей Англией и принёс автору хороший доход.

### Спенсер в Ирландии
Видимо, служба у графа Лестера в качестве «тайного агента» не очень привлекала Спенсера и, вероятно, благодаря влиянию королевского фаворита поэт в июле 1580 года был назначен секретарём Артура, 14-го лорда Грея де Уилтон (1536—1593). Последний должен был сменить Уильяма Пелама (ум.1587) на должности лорда главного судьи Ирландии и подавить восстание графа Джеральда Десмонда (ум.1583). При Тюдорах, когда Англия стала протестантской, а Ирландия оставалась католической, стремление присоединить Ирландию к английской короне усилилось. При Елизавете I были введены карательные законы против католиков в Ирландии, закрывались монастыри, чьи земли были лакомым куском для английских дворян и чиновников. В процессе подчинения Ирландии английскому королю происходили массовые конфискации земли у ирландцев и передача их английским «предпринимателям». По этой причине и началось восстание ирландской знати против англичан.
12 августа 1580 года новый лорд-наместник со своей многочисленной вице-королевской свитой прибыл в Дублин. Спенсер, как секретарь лорда Грея, участвовал в осаде «Золотого» форта (Del Oro) в заливе Смервик, где высадился испано-итальянский отряд, направленный в помощь ирландским повстанцам. Отряд сдался, но простые воины (в основном итальянцы) и местные жители, в том числе и женщины, «были порублены мечами и пиками».
Собственные представления по вопросам ирландской политики Спенсер изложил в единственной своей прозаической книге «Взгляд на существующее положение Ирландии» (A View of the Present State of Ireland), составленной на основе 14-летнего опыта управления на муниципальном уровне и напечатанной только в 1633 году сэром Джеймсом Во. Данная работа, представляющая собой философский диалог между Иринеем и Евдоксом, в то же время является государственным документом, в котором подробно, день за днём представлен план умиротворения Ирландии для представления в правительство. Спенсер предлагает быстрый путь решения вопроса — послать в Ирландию мощную армию и распределить солдат по гарнизонам. Дать ирландцам несколько дней на размышление, чтобы заключить мир и подчиниться. В противном случае изгнать их из жилищ и выслеживать, как диких животных зимой. Спенсер прекрасно понимает, что война нужна только ирландской знати. Он считает, что люди, по большей части, сами не бунтуют, не имея к этому склонности. Однако, понуждаемые мятежниками к действиям, и подхваченные потоком насилия, они всё же должны убедиться в том, что потеряют не только своё добро, но возможно и свои жизни.
В марте 1581 года Спенсер был назначен клерком Канцелярии Администрации в Дублине. Эта должность досталась ему от Лодовика Брайскетта (1547—1612), правительственного чиновника, друга и напарника Филипа Сидни.
Спенсер стремился стать собственником, приобрести состояние, которое могло дать ему независимость и свободное время для работы над своим шедевром — эпической поэмой «Королева Фей». 6 декабря 1581 года он как верный слуга короны получил в аренду аббатство и поместье Эннискорси (Enniscorthy), которое тут же продал. Вложив деньги в аббатство Боссе, поэт арендовал дом лорда Балтингласа в Дублине, а с августа 1582 года взял в аренду землю и дом Нового Аббатства в графстве Килдэр, и на этой основе впервые стал именоваться «землевладельцем». В мае 1583 — июле 1584 года поэт служил специальным уполномоченным (комиссаром) по сборам налогов графства.

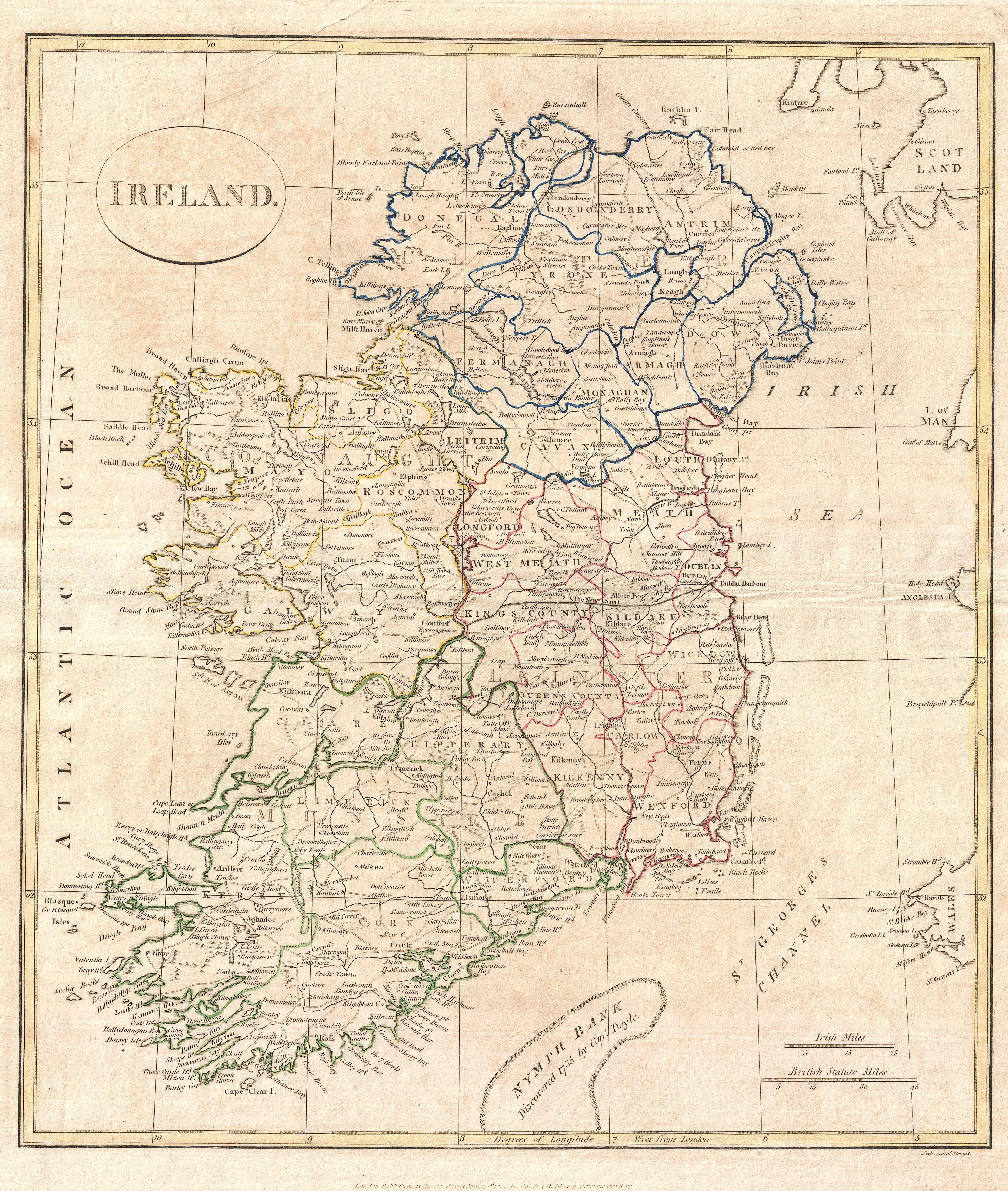
Карта Ирландии 1799 года

В течение четырёх лет, с 1584 года, Спенсер выполнял обязанности секретаря губернатора Манстера, самой южной ирландской области. Как секретарь и друг исполняющего обязанности президента Манстера Томаса Норриса (1556—1599), Спенсер получил 3028 акров земли, включая старый десмондовский замок Килколман. Это было одно из лучших, хотя и небольшое поместье, расположенное между городами Маллоу и Лимерик, примерно в трёх милях от Донерейля.
Становясь крупным собственником, Спенсер стремился, видимо, войти в круг местной знати, используя предоставленные ему возможности здесь, в Ирландии, а не искать карьеры и благ в Англии, где земля была уже давно распределена. В марте-сентябре 1588 года Спенсер окончательно поселяется в своём поместье в графстве Корк, хотя королевский дарственный акт на это поместье не был оформлен вплоть до 26 октября 1591 года. Шесть арендаторов трудилось на его земле, принося неплохой доход. Заодно Спенсер унаследовал от Лодовика Брайскетта новую должность секретаря местного совета Манстера, продав должность клерка Канцелярии Администрации в Дублине.
В 1589 году Спенсера посетил его ирландский сосед, сэр Уолтер Рэли оставивший заметный след в истории английской поэзии. Рэли и Спенсер были одногодками, но бурная жизнь Рэли была прямой противоположностью относительно спокойной и уединённой жизни Спенсера. Прочитав черновики первых трёх песен «Королевы фей», Рэли настоял на её издании, взяв с собой в Англию Спенсера, чтобы представить законченную часть «Королевы Фей» непосредственно королеве Елизавете. Наконец-то Спенсер вернулся в Лондон через девять лет после того, как его покинул.

### Спенсер — «поэт поэтов»
В полном своём виде «Королева Фей» состоит из шести книг и одного фрагмента (известного как «Песни Изменчивости»). Первые три книги «Королевы Фей», введённые в Stationers’ Hall (реестр издателей) 1 декабря 1589 года, были изданы Уильямом Понсоби в 1590 году, и Спенсер сразу же был признан всеми современниками первым из живущих поэтов, причём с замечательным единодушием.
После публикации «Королевы Фей» Спенсер, похоже, оставался в Лондоне более года, чтобы насладиться своим триумфом. Рэли ободрял Спенсера надеждами на получение выгодной должности при дворе. Однако если Спенсер и имел какие-либо надежды, то его ждало разочарование. Бережливая королева наградила Спенсера ежегодной пенсией в 100 фунтов стерлингов Однако лорд-казначей Бёрли заметил: «Что? Столько всего лишь за песню». В результате Спенсеру были выплачены лишь 50 фунтов стерлингов в феврале 1591 года, и только после представления Спенсером Елизавете I ироничного стихотворения о невыполненном обещании.

### Возвращение в Ирландию и женитьба

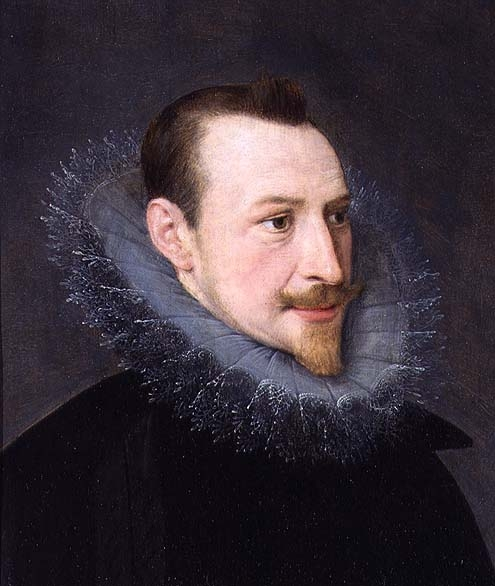
Портрет Эдмунда Спенсера, т. н. «кинноул» портрет

В 1591 году Спенсер, вероятно, вернулся в Килколман, впервые опубликовав «Дафнаиду» (элегию на смерть леди Дуглас Говард, супруги Артура Горджеса, эсквайра) и сборник «Жалобы». Вернувшись в свой Килкоманский замок, Спенсер, вероятно, был назначен королевским судьёй графства Корк, и среди частых поездок по административным делам влюбился и начал ухаживать за Элизабет Бойл (ум.1622), дочерью Стефена Бойла из Браддена, Нортгемптоншир. Первая жена Спенсера умерла к этому времени, и поэт после долгого года ухаживаний и любовных переживаний, воплощённых в цикл сонетов «Amoretti», 11 июня 1594 года повенчался в кафедральном соборе города Корк с молодой, красивой и гордой девушкой из богатой англо-ирландской семьи. Это долгожданное событие было воспето Спенсером в «Эпиталамии» — самой прекрасной в английской поэзии свадебной песне. Оба произведения были изданы в Лондоне отдельным сборником в 1594 году. Спенсер возвратился в Лондон в 1596 году для публикации второй части «Королевы фей» и, вероятно, оставался в столице в течение года, проживая в качестве гостя в доме Роберта Деверё, 2-го графа Эссекса.
В течение 1596 года были изданы его «Четыре Гимна», «Проталамион» и «Астрофил» — печальная элегия, написанная в память о Филипе Сидни и посвящённая графине Эссекс. В это же время Спенсер составил свой «Взгляд на существующее положение Ирландии», умоляя королевскую администрацию, чтобы граф Эссекс был отправлен во главе войска в Ирландию. Единственная прозаическая книга Спенсера была отмечена в Stationers' Hall в апреле 1598 года, но поэт не получил разрешение на публикацию.

### Последние годы жизни
Два последних года своей жизни Спенсер, в основном, занимался политическими и личными делами. Когда в конце 1596 года, или в самом начале 1597 года, Спенсер, скорее всего вместе с женой и детьми, вернулся в Ирландию, то нашёл её в крайнем опасном состоянии. Джон Перро, лорд-наместник Ирландии в эти годы, фактически полностью изменил политику лорда Грея, и пытался скорее понравиться ирландцам, чем управлять ими. Именно по этой причине, видя слабость королевской администрации, начал новое восстание Хью О’Нил, граф Тайрон. В начале 1598 года восстание начало распространяться по Манстеру. По приказу Тайного Совета (письмо королевы от 30 сентября 1598 года) Спенсер был назначен шерифом графства Корк. Спенсер пожинал радость и безмятежное счастье в окружении любимой жены и детей. У поэта было трое детей: сын и дочь от первого брака и сын (Перегрин, ум.1642) — от второго. Но срок пребывания Спенсера в новой должности оказался слишком коротким. В октябре почти весь Манстер оказался в руках повстанцев, и многие землевладельцы в ужасе покидали свои поместья. Спенсер бежал вместе с семьёй из горящего замка Килколман в город Корк. Есть предположения, что в огне восстания погиб его четвёртый новорождённый ребёнок, а также все его рукописи и черновики новых книг «Королевы Фей».
После этих событий 21 декабря 1598 года Спенсер был послан президентом Манстера сэром Томасом Норрисом в Лондон с письмами для Тайного Совета. 24 декабря поэт был принят в Уайтхолле (королевский дворец), а 13 января 1599 года он неожиданно умирает в гостинице, где остановился. О последних днях Эдмунда Спенсера рассказал английский поэт и драматург Бен Джонсон, слова которого привёл в своих «Воспоминаниях» шотландский поэт Уильям Драммонд. «Он сказал, — писал Драммонд, — что добро Спенсера были разграблено ирландцами, его дом и маленький ребёнок сгорели, он сам и его жена убежали, и затем он умер на Королевской улице из-за отсутствия хлеба; поэт отказался от 20 „золотых“, посланных ему графом Эссексом, и сказал, что он был уверен в том, что у него не было времени потратить их». Историк Уильям Кэмден сообщает, что граф Эссекс заплатил за его похороны, и что поэты несли его гроб, бросая свои стихи и перья в его могилу, и проливая многочисленные слёзы.
Спенсер был похоронен 16 января 1599 года в «Уголке поэтов» Вестминстерского аббатства рядом с могилой своего любимого поэта Джеффри Чосера. Существующий ныне памятник был установлен Анной Клиффорд, графиней Дорсет (1590—1676) в 1620 году (восстановлен в 1778 году). Ныне на гробнице Спенсера можно прочесть следующие слова:
«Здесь покоится (в ожидании Второго Пришествия Спасителя нашего ИИСУСА ХРИСТА) тело Эдмунда Спенсера, Князя Поэтов (Prince of Poets) своего времени, чей Божественный Дух не нуждается ни в каких иных свидетельствах, кроме оставленных им после себя сочинений».

## Творчество Спенсера
Вторая половина XVI века явилась эпохой Возрождения всех видов искусств и наук в Англии, в том числе и поэзии, которая ещё во многом следовала итальянским образцам. Филипп Сидни начал реформировать английское стихосложение ещё в 1570—1580-х годах, своим творчеством породив целую плеяду прекрасных поэтов, которые получили в литературоведении название «поэты-елизаветинцы»: Эдвард де Вер, Фульк Гревилл, Майкл Дрейтон, Сэмюэль Дэниэл, Джон Дэвис — всех не перечислить.
Но подлинное развитие английская поэзия получила в творчестве Эдмунда Спенсера, который по своему рождению предназначен был отразить в своих блестящих творениях характер этого роста самосознания нации и его религиозного конфликта в эпоху королевы Елизаветы I. Необыкновенная учёность поэта, его замечательное воображение и изящнейший слух позволили гению Спенсера ответить своим творчеством на все эти духовные запросы английского народа, ставшего на путь развития и процветания. Спенсера можно считать родоначальником современной английской поэзии. В его творениях английский стих получил музыкальность, которой тот раньше был лишён. Спенсеровские строки поражает своим метрическим разнообразием, во всех произведениях сохраняя звучность, гибкость и пластичность.
Поэзия Спенсера не только образна и возвышенна, она, прежде всего, музыкальна. Спенсеровский стих льётся, словно горный ручей, звеня перетекающими друг в друга рифмами, поражая своими аллитерациями, сочетаниями слов и повторами. Стиль и стихосложение Спенсера соответствуют идеальному ходу его мысли. Поэт не пытался улучшить английский язык, но старые английские слова, соединённые с современным синтаксисом и заключённые в размеры, вдохновлённые чосеровской ритмикой, «производят удивительно прекрасное впечатление».

### «Пастуший календарь»
В 1579 году Спенсер создал первое своё крупное произведение — «Пастуший календарь» и по просьбе Харви посвятил свою поэму Филипу Сидни, «дворянину и доблестному джентльмену, наиболее достойному звания образованного и рыцарственного человека». Сидни в своём известном трактате «В защиту поэзии» похвалил «Пастуший календарь» Спенсера.
Герои поэмы Спенсера — простые и невинные пастушки — ведут беседы и споры, изображённые в изящных стихах, относительно различных абстрактно-нравственных вопросов сегодняшнего дня. Однако в образах пастушков узнаются реальные прототипы, реальные знакомые Спенсера, например, Харви (Гоббинол), епископ Янг (Роффи), архиепископ Кентерберийский Грэйндал (Алгринд), Филипп Сидни (Периго) и т. д. Себя Спенсер изобразил в виде деревенского забавника Колина Клаута, чьи история любви к Розалинде является центральной темой произведения.
Спенсер при создании «Пастушьего календаря» ориентировался не только на «Буколики» Вергилия, но скорее на произведения Мантуана (Джанбатиста Спаньоли), итальянского гуманиста, сатирика римского духовенства и автора латинских эклог, на Клемана Маро, прославлявшего в пасторалях своих французских патронов и на греческие идиллии Феокрита и Биона. Каждый из этих авторов проявился в разных эклогах «Календаря». Так религиозная сатира эклог «Июль» и «Сентябрь» является пересказом Мантуана, а панихида «Ноября», «Февраль» и некоторые части «Декабря» являются переложением Маро. В «Календаре» Спенсер специально использует архаический язык, чтобы продолжить поэтическую традицию своего любимого поэта — Чосера. В более поздних произведениях Спенсера уже нет подобного архаического словаря.
Каждые месяцы календаря заключают в себе определённые идеи и символы. Идея любви заметно представлена только в четырёх эклогах: «Январь», «Март», «Июнь» и «Декабрь», основанных на греческих и латинских образцах («Март» — IV идиллия Биона); другие четыре эклоги: «Февраль», «Май», «Июль» и «Сентябрь» — касаются вопросов этики или религии, здесь сильно влияние Мантуана. «Апрель» (XVII идиллия Феокрита) и «Ноябрь» являются элегическими эклогами; «Август» описывает невинное и простое состязание певцов; «Октябрь» посвящён жалобам из-за нынешнего пренебрежения поэзией.
Пастуший календарь является самым важным памятником в истории английской поэзии. Спенсер проявил большое мастерство в выборе подходящей формы — буколической аллегории. Внутри неё поэт превосходно распределил сюжеты по разным месяцам года; поражает последовательность, с которой он сохраняет характеры пастушков, уместность сельского словаря, используемого для украшения их бесед.
Взяв в качестве основного размера эклог 5-стопный ямб, введённый в английскую поэзию Чосером, а затем Уайеттом и Генри Говардом, графом Суррем, Спенсер избежал метрического однообразия, разработав строфы различной структуры с богатыми рифмами и аллитерациями, среди которых наиболее эффектными являются восьмистишия со схемой рифм ababbcbc и ababbaba. Разнообразие строф «Пастушеского календаря» стало предвестием строфического творчества поэта. И строфа «Королевы фей», и строфа «Эпиталамия», и форма спенсеровского сонета ярко выразили индивидуальность и неординарность гения Спенсера.
В то время как французские реформаторы поэзии (Плеяды) нацелились главным образом на чеканку новых слов, используя латинский и греческий языки, Спенсер, напротив, был преднамеренно архаичен. Со своими литературными архаизмами он смешивал особенности южного английского диалекта, который стал основой его литературной изысканной беседы, а также северные разновидности английского языка, которые использовались для изображения героев поэмы простоватыми и бесхитростными. Помимо этих двух источников своего словаря Спенсер использовал значительное число слов собственного изобретения, которые соответствовали стилю его стиха.

### «Королева фей»

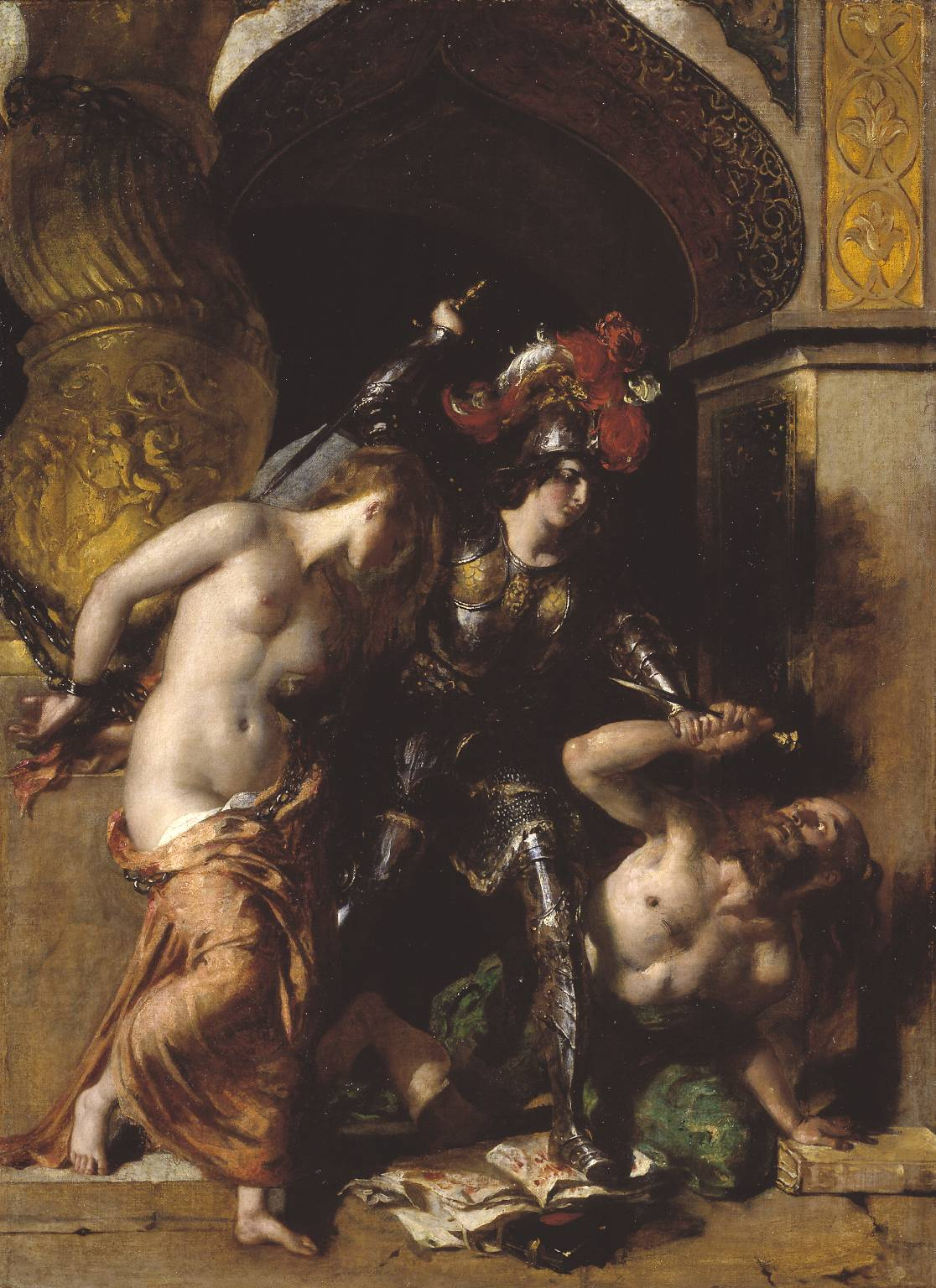
Уильям Этти (1787—1849). Воительница Бритомарт освобождает Прекрасную Аморет (эпизод из «Королевы Фей»)

В своём письме к Уолтеру Рэли, являющемся предисловием к первому изданию этой великой поэмы, поэт сообщил, что она будет состоять из «12 книг, представляющих 12 нравственных добродетелей» со ссылкой на Аристотеля («Никомахова этика»). В письме Спенсер также объяснял «общую идею и смысл» его столь детально проработанной эпопеи. Это — «историческая фантазия», сочинённая, чтобы прославить королеву Елизавету и «чтобы склонить джентльмена или другого знатного человека к добродетели и достойному поведению». В этом, как объясняет сам Спенсер, он следовал примеру самых великих эпических авторов древнего мира и современного ему времени: Гомеру, Вергилию, Людовико Ариосто и Торквато Тассо.
Каждая книга будет рассказывать читателю о приключениях одного из рыцарей Глорианы. В образе этой мудрой и справедливой правительницы фей представлена сама королева Елизавета. Своего покровителя лорда Лестера Спенсер изобразил в образе принца Артура, а лорда Грея — в образе рыцаря Артегэла, сэра Уолтера Рэли — в образе Тимиаса. Всего издано было 6 книг, шесть рыцарских повествований, шесть легенд: Святость (Рыцарь Красного Креста), Умеренность (сэр Гюйон), Целомудрие (Бритомарт, воительница), Дружба (Триамон и Кэмбелло), Справедливость (Артегэл) и Учтивость (Калидор). В каждой книге один из рыцарей Глорианы должен сразить один из олицетворённых пороков. В качестве сцены действия Спенсер придумал землю Волшебного царства и его королеву — Глориану. Все эти нравственные достоинства воплощены в группе благородных героев, один из которых — принц Артур. «Королева Фей» можно назвать «артурианской» поэмой, в которой неявно проскальзывает мысль, что тюдоровская династия является наследницей кельтских королей. Первые двенадцать книг должны были быть объединены двумя главными героями: принцем Артуром, будущим королём Артуром, мифическим основателем Круглого стола и Глорианой (Славной), королевой Фей. В каждой из книг Артур должен был изображаться странствующим рыцарем, а Глориана должна была присутствовать во всех основных действиях поэмы, устраивая ежегодные праздники в течение двенадцати дней, во время которых она назначала своим рыцарям двенадцать странствий и сражений, каждые из которых должны составлять одну из книг эпопеи. В конце принц Артур должен был жениться на Глориане.
В своей великой поэме Спенсер проявил богатейшую фантазию, изобразил изумительные по красоте картины природы, создал великолепные образы рыцарей и красавиц. В лучшем смысле искусство Спенсера представляет собой синкретизм, соединяющий многие традиции. Конечно, Спенсер взял для своей поэмы итальянский образец, но в Глориане и её рыцарях воплощены ценности протестантской Англии. Спенсер умело соединил рыцарство романской поэтической традиции, представленной, например, «Освобождённым Иерусалимом» Тассо, с древними кельтскими преданиями о короле Артуре и рыцарях Круглого стола (Томас Мэлори Смерть Артура), народную английскую сказочность с мифологическими образами античного мира и этикой Аристотеля, неоплатоническую мистику и пророчества Откровения для того, чтобы построить протестантское видение мира и чтобы восславить королеву, государство и англиканскую церковь. Руководящий принцип спенсеровской аллегории — единство протестантской веры, которое воплощено в Уне (Una). Как противоположность Уне выступает её обольстительная врагиня, Дуэсса — Duessa (двуличность), в образе которой Спенсер представил католичку Марию Стюарт, королеву Шотландии. Елизавета I — это Уна, Астрея, Глориана, Бритомарт, она является хранительницей национального суверенитета и религиозных ценностей, борясь за справедливость англиканской Церкви и окончательную победу над Церковью римской.

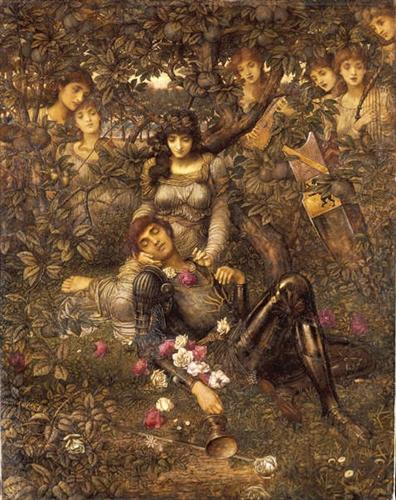
Джон Мелхиш Страдвик (1849—1937). Чаровница Акрасия (Невоздержанность) в окружении служанок над спящим рыцарем в «Чертоге Наслаждений» (эпизод из «Королевы Фей»)

С первых же дней её публикации литературный мир был единодушен в своём восхищении «Королевой Фей». Так в чём же заключена тайна устойчивой популярности Спенсера среди любителей поэзии? Прежде всего, в особом даре поэта, в его ощущении музыки слова и воплощении её в своих творениях. Главное и неоспоримое превосходство Спенсера — слово. Можно спорить о богатстве его фантазии, его высоком эпическом стиле, его художественных образах, структуре и целостности его поэмы, но об очаровании его стиха не может быть никакого различия во мнениях. Не имеет никакого значения, что он создаёт эту мелодичность часто архаичными эффектами или свободой поэтической речи — мы всегда слышим в его строках удивительно богатую и красивейшую музыку. Язык Спенсера в «Королеве Фей», как и в «Пастушьем календаре», преднамеренно архаичен, хотя степень этого несколько преувеличена критиками. Было подсчитано, что архаизмы, встречающиеся в этой великой поэме, составляют менее 1 % от всех слов спенсеровского словаря. Согласно МакЭлдерри, язык Спенсера не представляет собой архаичную тональность поэмы: «Сюжет „Королевы Фей“ сам по себе является сильным фактором в создании ощущения архаизма».
Специально для этой поэмы Спенсер изобрёл строфу с девятью строками, первые восемь — пятистопный ямб, последняя строка — шестистопный. Форма рифмовки — ababbcbcc. Эта строфа, впоследствии названная спенсеровой, пережила своего создателя — ей написаны, в частности, «Замок Праздности» Джеймса Томсона, «Паломничество Чайльда Гарольда» Байрона, «Восстание Ислама» Шелли и поэма Китса «Канун Святой Агнессы».
Как рыцарская поэма достаточно большого объёма (около 40000 строк), «Королева Фей» является глубоко национальной и «елизаветинской», содержащей множество более или менее загадочных намёков на современных людей, их дела, политику, интересы. Она никогда не была популярна в других странах, и это доказывает тот факт, что не существует полного перевода «Королевы Фей» на любой из европейских языков (в том числе и на русский). И всё же мы должны согласиться с Роландом Грином, который полагает, что Спенсер ошибочно считается только английским поэтом, когда его голос должен звучать основным в европейской поэтической традиции. В «Королеве Фей» много тем, образов и эпизодов, которые являются «общим достоянием непрерывного европейского литературного процесса».
В честь героини поэмы Уны назван астероид (160) Уна, открытый в 1876 году.

### Сборник «Жалобы»
Данная книга, изданная в 1591 году состоит из нескольких малых поэм, написанных в разные годы. Казалось, Спенсер спешит издать их вослед популярности «Королевы Фей», вытаскивая на свет из ящиков или сундуков залежавшиеся в них листки своих рукописей, ибо вещи, составляющие упомянутый сборник, отличаются друг от друга и тематикой, и формой, и качеством стиха. Вышедший новый том Спенсера содержал девять его малых произведений, объединённых одной темой переменчивости и тщеславии земных желаний. В него вошли ранние переводы поэта — «Видения Дю Белле» и «Видения Петрарки», напечатанные ещё в 1569 году в «Theatre for Worldings», с добавлением цикла сонетов «Видения Мирской суеты», а также поэма «Руины Рима» — подражание Antiquitez de Rome (1558) Жоашена дю Белле, — которая является размышлением о трагическом непостоянстве даже самых больших творений человеческого тщеславия, воплощённого в архитектуре древнего Рима. Другое произведение (эпиллий) — «Комар Вергилия» является ещё одним примером таланта Спенсера как переводчика. Небольшая поэма «Комар» в древности приписывалась Вергилию. Плачевная участь Комара, спасшего пастуха от укуса змеи, подчиняет это произведение Спенсера общей тональности жалоб и стенаний, присущей всему сборнику.
«Жалобы» продолжают как эксперименты поэтической техники, начатой в «Пастушьем календаре», так и некоторые из затронутых в «Календаре» литературных форм и тем. Так поэма «Слёзы муз», как, например, «Октябрь» оплакивает отсутствие достойного уважение поэтов в Англии. Подобно «Маю» и «Сентябрю» другое произведение Спенсера — «Prosopopoia, или Сказки Матушки Хаббард», сочинённое чосеровскими двустишиями, является басней с героями-животными.
Эта басня, созданная под влиянием французского «Романа о Лисе», представляет четыре истории о Лисе и Обезьяне, которые изображают в сатирическом виде злоупотребления среди трёх традиционных английских сословий того времени: простолюдинов, духовенства, и знати. Не добившись успеха у себя на родине, Лиса и Обезьяна, одевшись в человеческое платье, отправляются искать лучшую долю. Благодаря порочности и греховности всего общества, особенно высших сословий, герои басни добиваются успеха. Основная идея басни заключалась в главенстве судьбы над всеми делами и планами человека. В ней Спенсер в форме острой сатиры выразил, кроме всего, своё недовольство поведением лорда Бёрли, сократившего денежную награду за «Королеву Фей» в два раза. За это часть тиража сборника была конфискована по приказу одного из самых влиятельных лиц в правительстве королевы Елизаветы.
В сборник «Жалобы» входит и восхитительная ложно-героическая поэма «Muiopotmos, или судьба Бабочки». Эта поэма в чём-то напоминает «Февраль» «Пастушьего календаря» в использовании животного, чтобы разъяснить нравственные принципы. Эта ложная эпопея о тщетной бабочке, пойманной завистливым пауком, возможно, была написана как лёгкий перерыв в серьёзном занятии по созданию «Королевы Фей». Исследователи рассматривают «Судьбу бабочки» как христианскую философскую фантазию на темы языческих мифов. Кларион, бабочка или мотылёк, выступает как символ души человека, связанный с античной традицией (Апулей, Овидий). Спенсер изображает крошечного героя, который родился для свободного полёта, «чтобы быть Богом всех творений Природы», но который также связан в соответствии с волей «небес в их тайном роке» (строки 211, 225).
Бабочке мало того, что сам по себе полёт приносит ей удовольствие; её влекут всё новые и новые наслаждения. Однако жажда радостей не позволяет полностью насладиться ими. В поисках удовольствий бабочка попадает в сатанинскую ловушку паука Арагнолла (образ древнегреческой Арахны), поглощённого завистью. Темы человеческой зависти и безумного подражания божественному использованы в истории Клариона. Арагнолл убивает Клариона, который вдвойне обречён: потому что он — жертва предмета зависти злостной власти и потому что он стремится к божественному. Спенсер повторяет одну из больших тем «Королевы Фей», тему контраста между человеческим безумием и близорукостью и «роковой целью божественного предвидения» (III.iii.2).
Как бы в противоречие с доминирующей темой «Жалоб» — быстротечностью земных вещей, Спенсер обращается к поэзии как одному из немногих средств, с помощью которого люди должны сопротивляться разрушительному действию времени. Именно с этой поэмы начинается данный сборник. В «Руинах времени» Спенсер противопоставляет описание древнего большого, но забытого кельтского города Веруламий (ныне Сент-Олбанс) — элегии в честь Филипа Сидни, умершего от ран в сражении при Зютфене в 1586 году. Посредством этого контраста Спенсер торжественно показывает, как сила поэзии приносит Сидни славу, которая переживёт империи. Хотя Спенсер использует жалобу, чтобы сожалеть о смерти своего наставника, его поэма не обычный плач о великих людях, как Сидни, и не увековечивание памяти графа Лестера и всего рода Дадли. «Руины времени» говорят, прежде всего, о проблеме литературного бессмертия. Она — ключевая поэма для понимания смысла всех произведений, составляющих «Жалобы». Её меняющийся сюжет показывает, как в своих стихах Спенсер создаёт новую поэзию: оживляя традиционную жалобу, чтобы исследовать поэтические проблемы, он подвергает сомнению традиционную поэзию и строит инновационные поэтические тексты.
Памяти Сидни, своему поэтическому наставнику, Спенсер посвятил также элегию «Астрофил».

### «Amoretti and Epithalamion»

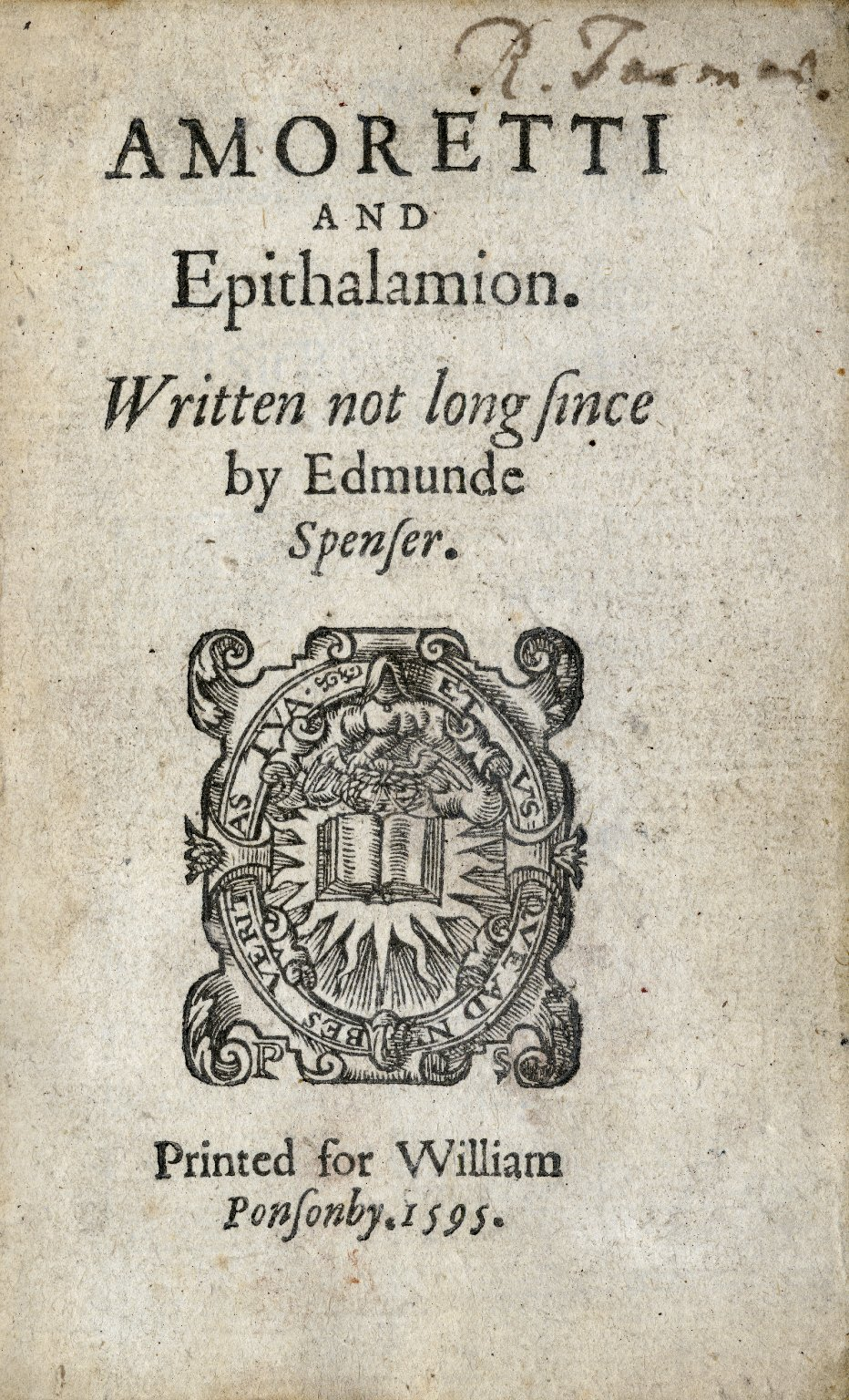
Титульный лист первого издания Amoretti and Epithalamion, напечатанного Уильямом Понсонби в 1595 году

Внесённые в Stationer’s register (Реестр издателей) 9 ноября 1594 года эти произведения были отпечатаны в 1595 году в Лондоне форматом в 1/8 долю листа издателем Уильямом Понсонби под названием «Amoretti and Epithalamion, недавно сочинённые Эдмундом Спенсером»(на илл.). Сборник состоит из четырёх разделов: вступительное письмо от издателя Понсоби к сэру Роберту Нидхэму и два сонета, обращённые к Спенсеру (в них возносились хвалы автору); далее цикл из 89 сонетов, четыре небольших стихотворения без названия, которые потом редакторы и критики окрестили Анакреонтикой и свадебная песня — «Epithalamion», представляющий собой поэтическое изображение торжественного бракосочетания молодых 11 июня 1594 года. Книга была издана, по свидетельству самого Понсоби, в отсутствие автора. Весь этот сборник представляет собой, в некотором роде, поэтический дневник, в котором последовательно излагается любовная история Спенсера, начиная от ухаживания за юной красавицей Элизабет Бойл до его завершения долгожданной свадебной церемонией. Слово Amoretti в переводе с итальянского и означает «любовные увлечения».
Спенсер был экспериментатором в поэтических формах. Как для «Королевы Фей» он создал новую строфу, отбросив октаву, которой написаны эпопеи Ариосто и Тассо, так и для «Amoretti» поэт придумывает новую форму классического сонета. Рассматривая все предыдущие возможные варианты, Спенсер, видимо, решил, что для большей взаимосвязи содержания сонета необходимо создать новый порядок рифмовки — abab bcbc cdcd ee. Рифмы Спенсера как бы цепляются друг за друга, создавая больше гибкости в передаче сложной поэтической «истории» каждого сонета. Майкл Спиллер назвал спенсеровскую форму «цепочечными четверостишиями».
В последние десятилетия XX в. появилось множество критических работ о сонетах Спенсера, в которых представлены разные подходы рассмотрения «Amoretti»: нумерологический, аллегорический, мифологический, иконографический, риторический, игровой и т. д. Каждый подход вносил какие-то новые черты в прочтение спенсеровского сонетного цикла. Можно отметить главные составляющие сонетного цикла Спенсера:
1. Петраркизм и антипетраркизм
2. Протестантская концепция брака
3. Теория «неоплатонической лестницы»
4. Христианская мораль и литургический календарь
5. Эмоциональное развитие куртуазной любви

Источниками петраркизма Спенсера явились не только произведения самого Петрарки. Зная итальянский и французские языки, Спенсер был знаком с лирикой Торквато Тассо, стихотворениями поэтов «Плеяды» (Пьер де Ронсар, Жоашен дю Белле, Понтюс де Тиар и др.) и сонетами Франсуа Депорта, придворного поэта французского короля Генриха III. Некоторые петраркистские топосы, метафоры, идеи, образы, связанные с любовными мучениями влюблённого и воспеванием своей дамы сердца Спенсер использует в отдельных сонетах. Однако, взяв за образец Петрарку, Тассо или Депорта, Спенсер наполнил свой цикл новым содержанием. Хотя Спенсер, по словам Дэсенброка, выглядит «более верным последователем Петрарки, чем любой из „петраркистов“ до него…он заменяет страстную, но неосуществимую любовь Петрарки браком, представляя этот союз как священную гавань постоянства». В этим и заключён некий «антипетраркизм» Спенсера, соединённый в его сонетном цикле с протестантской концепцией брака. В большинстве сонетных циклов, написанных в традициях петраркизма, поэт изображает свою грусть и тоску по любимой даме, которая является недоступной для проявления им земных чувств и обычной земной любви. Спенсер, наоборот, не только посвятил, но и вручал своей даме сердца каждый новый сонет, чтобы «достойно добиться» её руки.
Нет сомнения, что Спенсер придерживался принципов англиканской церкви, но «его протестантство было изменено и смягчено другим мощным движением времени, а именно, изучением платоновской философии», которую Спенсер воспринял через неоплатонизм итальянского богослова и философа Марсилио Фичино, друг правителя Флоренции Лоренцо Медичи (1449—1492), прозванного Великолепным. В платонической теории любви, разработанной Фичино и его учениками и последователями: Пико дела Мирандолой, Бальдассаре Кастильоне и другими неоплатониками — главный акцент делается на божественном происхождении Красоты. Неоплатоники соединили любовь и красоту в своих трактатах, считая, что истинная Любовь — это любовь к божественной, высшей Красоте. Эту же тему развил и Спенсер в своих сонетах. Спенсеровскую неплатоническую концепцию Любви и Красоты в «Amoretti» лучше всего рассматривать с точки зрения продвижения поэта по знаменитой «платонической лестнице», то есть пути, по которому восходит влюблённый от любви земной к любви Небесной. Ступеньки платонической лестницы были подробно изображены в книге Бальдассаре Кастильоне «О придворном» . Но неоплатонизм Спенсера был скорректирован его протестантской концепцией брака. Именно это отличает «Amoretti» Спенсера как оригинального философа от творчества других сонетистов. Роберт Эллродт отмечает, что среди всех неоплатоников, труды которых знал поэт, немногие осуждали чувственную любовь, а некоторые даже её хвалили. Но ни один из них, по его мнению, «не соотносил платоническую любовь с любовью супружеской».
Ещё одной особенностью сонетного цикла Спенсера является его структурность. Александр Данлоп впервые определил, что последовательность сонетов Спенсера соответствует симметричной схеме, заданной литургическим календарём за 1594 год. Так, в Am.22 отражён церковный праздник День покаяния (или Пепельная среда), начало Великого Поста, который в 1594 г праздновался 13 февраля (по юлианскому календарю). Am.62 говорит нам о наступлении Нового Года, отмечавшемся в Англии 25 марта и тесно связанным с Благовещеньем (Lady Day) и зачатием Христа. Am.68 посвящён первому дню Пасхи, что в 1594 году пришлась на 31 марта. При этом предполагается, что Спенсер работал над сонетами ежедневно, посылая, или принося их своей возлюбленной: 47 дней Великого Поста — 47 сонетов. Кеннет Ларсен уточнил и развил данную структуру тем, что связал все 89 сонетов «Amoretti» с ежедневными библейскими чтениями, предписанными «Книгой Общих молитв» для определённых дат 1594 года. «Любовные стихи Спенсера трогательно гармоничны, — тонко замечает Энн Прескотт, — и эти календарные, или литургические связи ещё больше связывают в них человеческую любовь с Любовью, что движет солнца и светила».
В своих сонетах Спенсер не только воплотил свою концепцию любви, не только выражал свои чувства, переживания и порывы. Его стихи являлись также средством привлечения внимания юной леди. Энн Прескотт считает, что спенсеровский сонетный цикл «является лучшей поэзией, когда читается с учётом его мягкого юмора». С этой точки зрения мы можем рассматривать «Amoretti» и как некую остроумную куртуазную забаву, предназначенную для развлечения поэта и его будущей невесты.
В античном мире свадебная (вернее брачная) песнь — эпиталамий (др.греч. epithalamion) — исполнялась хором юношей и девушек перед входом в брачный покой (thalamos) с пожеланиями счастья молодым. Именно эпиталамий Катулла (Carmina, LXI) легло в основу «Эпиталамия» Спенсера. Кроме того, поэт придал своей песне сложную структуру, состоящую из 24 строф с 17-19 строками разной длины, схема рифмовки которых постоянно меняется, но использует типичную для Спенсера стратегию взаимосвязи сюжета внутри каждой строфы. А.Кент Хийэтт впервые показал, что каждая из этих 24 строф соответствует одному часу Дня Бракосочетания Спенсера и Элизабет Бойл, который пришёлся на самый разгар лета (день летнего солнцестояния 11 июня 1594 года по юлианскому календарю), с самой короткой ночью и самым длинным днём. Таким образом, 16 строф изображают день свадьбы от самого утра до заката солнца, а 8 строф — короткую брачную ночь (продолжающуюся 11 июня 1594 года в Ирландии 8 часов). Кроме того, в «Эпиталамии» 365 длинных строк (число дней в году), что, по мнению профессора Хийэта, делает свадебное стихотворении сжатой версией большого циклического образа Любви.
В «Эпиталамии» Спенсер изобразил должным образом освящённый христианский брак, в котором рождение потомства даёт надежду на сияющую вечность. При создании этой песни поэт не испытывал потребности ни в петраркианских образцах, ни в возвышенных, но несколько манерных топосах стильновистов, ни даже в неоплатонических идеях. Вместо этого он объединяет в своём творении обычные, самые распространённые человеческие взаимоотношения. Воспевая красоту своей возлюбленной, поэт в то же время показывает, что внутренние достоинства женщины: скромность, верность, добродетель — её самые важные качества, и именно они связывают его возлюбленную с божественной Красотой и Любовью. Как отмечал Макс Уикерт, «Эпиталамий» — это истинный mimesis, подражание или ритуал восстановления церемонии, которая непосредственно воспроизводит космический порядок…Это не только действие человека, но и действие самой вселенной…". Сюжет и форма «Эпиталамия», этого великого творения, представляют универсальный ответ поэта на глубоко прочувствованную им искреннюю философию любви. Удивительная по красоте слова эта свадебная песня явилась образцом для подражания всем последующим английским поэтам.

### «Четыре Гимна»

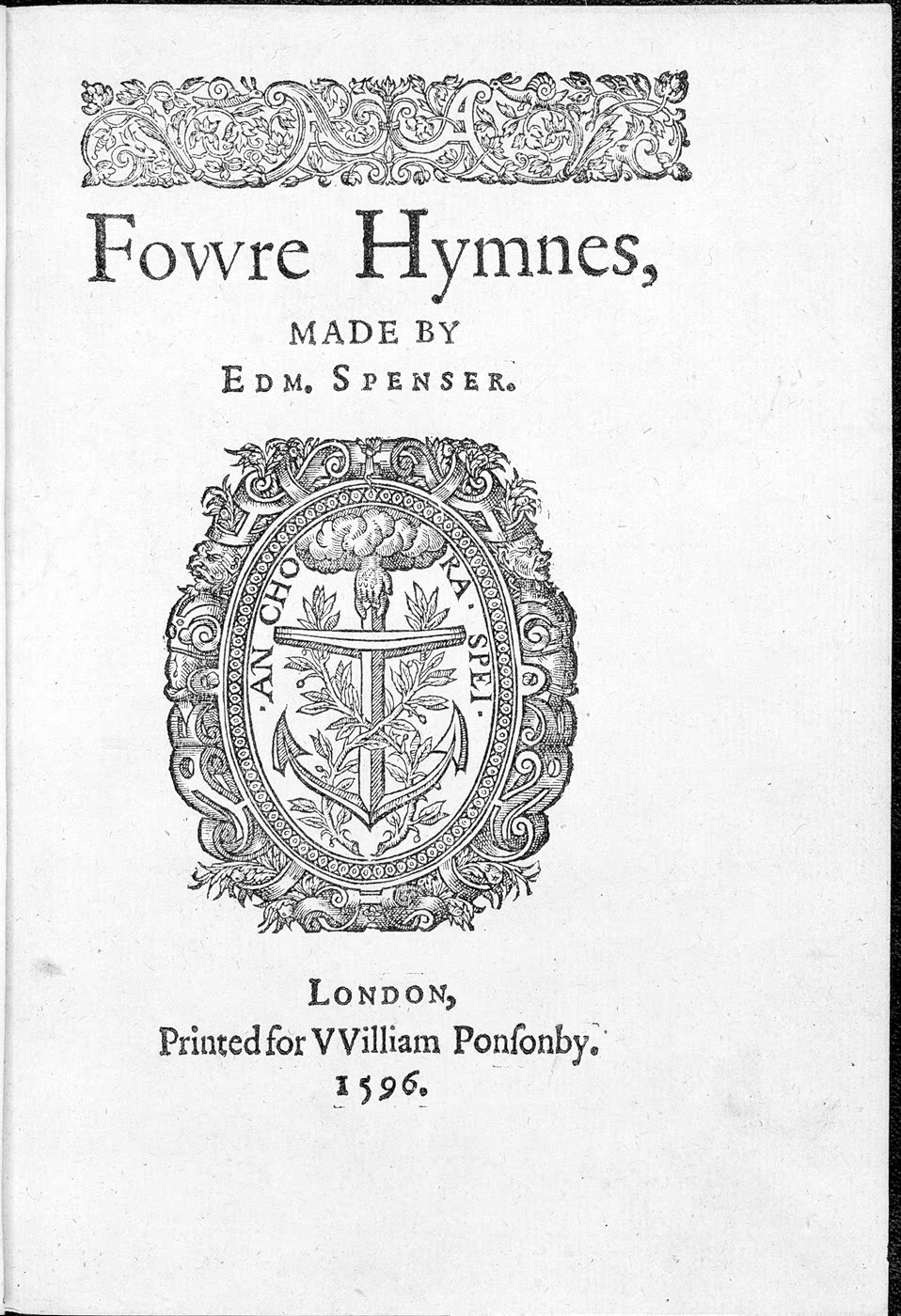
Титульный лист первого издания «Четырёх Гимнов» (1596)

В «Четырёх Гимнах» Спенсер продолжил развитие своей концепции Любви и Красоты, которая была начата им в «Amoretti» и «Эпиталамии». В предисловии к гимнам поэт отметил, что создал их в разное время: первые два — «Гимн в честь Любви» (сокращённо — ГЛ) и «Гимн в честь Красоты» (ГК) — он сочинил в юности, а последние — «Гимн небесной Любви» (ГНЛ) и «Гимн небесной Красоте» (ГНК) — в более позднее время, скорее всего, после бракосочетания, состоявшегося в 1594 году. Таким образом, соединённые вместе, эти гимны показывают нам изменение взглядов Спенсера с течением времени и движение его чувств от Любви земной, воплощённой в Эроте (Купидоне), к Любви небесной, любви, воплощённой в Иисусе Христе. Главными действующими лицами первых двух гимнов являются Эрот и Венера — классические символико-мифологические образы любви и красоты. В качестве символов Небесной Любви и Небесной Красоты Спенсер взял соответственно сына Божьего Иисуса Христа и Премудрость, как главнейшее качество Бога-Отца.
Первые два гимна, «Гимн в честь Любви» и «Гимн в честь Красоты», Спенсер частично построил на основе философской мифологии, разработанной Платоном в своих диалогах «Пир», «Филеб» и «Федон». Платоническая теория любви, как мы говорили, легла в основу произведений флорентийских неоплатоников: Марсилио Фичино, Пико дела Мирандола, Бальдассаре Кастильоне и других философов Ренессанса. В «Гимне небесной Любви» и в «Гимне небесной Красоте» использованы сюжеты христианского мистицизма, являющегося содержанием Ветхого и Нового Заветов, а также трудов Кальвина, основоположника теоретического Протестантизма.
Однако при внимательном прочтении первых двух Гимнов мы увидим в нём множество аллюзий, или даже использование совершенно разных источников. В «Гимне в честь Любви» мы можем найти, например, петраркистские мотивы, столь сильные в сонетах Спенсера. Кроме перечисленных выше влияний во всех Гимнах видны отсылки к Платону, Плотину, Аристотелю, Эмпедоклу, античным гимнографам, Кальвину, Священному Писанию, даже к Каббале. А то, что Спенсер читал Платона и других авторов в подлиннике, на древнегреческом, не подлежит сомнению. Мы это видим из фактов биографии поэта.
Спенсер начинает «Гимн в честь Любви» с банальной петраркистской посылки. Он пишет о страданиях влюблённого сердца, характеризуя Эрота, бога любви, как тирана, но собирается воспеть его за тот огонь, который Эрот зажёг в нём. В строфе 21 «Гимна в честь Любви» Спенсер пишет, что он «особенно жестоко пострадал» от тиранства Эрота, и что у него «на сердце только раны в преизбытке». Может быть, эта строка носит автобиографический характер, если учесть, что сам Спенсер в предисловии к Гимнам заявил, что первые два сочинены «в раннюю пору моей молодости». Вполне вероятно, что Спенсер имел в виду свою страсть к Розалинде, главной героине «Пастушьего календаря». Тогда можно примерно датировать первые гимны поэта 1577—1579 годов.
Воздав хвалу Эроту, Спенсер пишет «Гимн в честь Красоты», то есть Гимн, обращённый к Венере, её персонификации. Неоплатоники отождествили «Венеру небесную» с Духом или ангельским умом, который порождает в себе идею Красоты, а «Венеру пошлую» уподобили Мировой Душе, деятельному началу, душе ангела, который должен божественную красоту воспроизвести в материи мира. У Спенсера лишь одна Венера сообщает земным телам красоту по образцу красоты божественной. И тот, кто истинно влюблён, продолжает подниматься по «платонической лестнице» ради достижения высшего идеала Красоты.
Основная мысль «Гимна Небесной Любви» — призыв: размышляйте над жизнью и страстью Христа, лелейте свою душу на Святом Причастии, и Вы придите к тому, чтобы любить Бога и ваших собратьев такой горячей любовью, что Вы, в конечном счёте, получите блаженное видение. В этом гимне Спенсер не стремится продолжать платонический подъём к высшей Любви и Благу, напротив, он отдаляется от неоплатонической теории восхождения, чтобы поэтически изобразить основные положения христианства. Главная тема третьего гимна — «озарение», в котором прибывают христианские мистики, созерцая жизнь и страсти Иисуса Христа. Спенсер поэтически изобразил эти разные виды любви: влюблённый, охваченный Эросом, представлен рабом страсти, а сам Эрот — тираном, несмотря на его возвышенное умение зародить в человеке любовь к Небесной Красоте. Христос же выступает как богочеловек, пожертвовавший своей жизнью ради людей, Агнцем, отданным на заклание.
В четвёртом «Гимне Небесной Красоте» Спенсер отвергает также и платоническую Венеру как символ Небесной Красоты. Венера небесная у неоплатоников ассоциируется с Разумом (Интеллигенцией), Духом или «ангельским умом» Фичино. Венера небесная — это одна из ипостасей божественной Триады, творческая сила. Но Спенсер вместо неё вводит образ Премудрости, исходя из библейских текстов, в которых Премудрость — существо женского рода, и что Премудрость существует отдельно от Бога, но порождена им в самом начале творения мира: «Господь имел меня началом пути Своего, прежде созданий Своих, искони…» (Прит. 8:22). В последнем гимне Спенсер решил направить любовь как желание красоты не на интеллектуальную Красоту неоплатоников, а на Красоту мудрости Господа, ибо Кальвин, говоря о «вечной мудрости», указывал на Христа, духом которого говорили древние пророки.
Спенсер вполне мог взять за основу построения последних Гимнов и теорию Генриха Агриппы Неттесгеймского о трёх мирах из его «Оккультной философии». Знакомясь с флорентийским неоплатонизмом, Спенсер мог воспринять каббалистические идеи от Фичино, Пико и других философов, особенно от английского неоплатоника и каббалиста Джона Ди, считавшего, что христианская Каббала, как «более сильная» философия должна была заменить схоластику в елизаветинской Англии. Фрэнсис Йейтс считает, что неоплатонизм Спенсера — это некая герметически-каббалистическая разновидность, которая в поэтическом виде отражает елизаветинский оккультизм Ди.
«Четыре Гимна» Спенсера — это ярчайшее философско-мистическое полотно Вселенной, в которой космические и божественные силы в образе Любви и Красоты мощными потоками света пронизывают мироздание, формируя представления любви и красоты человеческой, как отражение божественных образов Христа и Премудрости.

### Другие произведения
В своей автобиографической поэме «Возвращение Колина Клаута», изданной в 1595 году, но сочинённой в 1591 году, Спенсер жалуется на придворные интриги, объясняя этим стремление скромного пастуха вновь обрести покой сельской жизни и её пасторальные удовольствия. Колин Клаут опять собирает вокруг себя своих друзей из «Пастушьего календаря», в том числе и свою возлюбленную — Розалинду, рассказывая им о своём посещении двора Цинтии (Елизаветы I), и о том, как благодаря влиянию пастушка «Океана» он был допущен играть в присутствии богини на его простой, сделанной из овсяной соломы, дудочке. «Возвращение Колина Клаута» Спенсер написал после посещения королевского двора вместе с Уолтером Рэли.
Поэтический язык Спенсера в его сонетах, «Эпиталамии» и «Четырёх гимнах» более современен, чем в «Пастушьем календаре» и «Королеве Фей». Но почти полностью он свободен от архаизации в «Дафнаиде» и «Проталамии», последнем произведении Спенсера. «Проталамий» был написан в 1596 году, чтобы отпраздновать двойную церемонию помолвки для двух дочерей Эдварда Сомерсета, графа Вустера. Как «Пастуший календарь» это стихотворение начинается с изображения усталости и отчаяния. Поэт бродит вдоль берега Темзы, размышляя о своём собственном одиноком пребывании при дворе монарха, и стремясь ослабить свою боль, он видит, что два прекрасных лебедя плавают на воде с речными нимфами, собирающимися вокруг них. Лебеди олицетворяют невест и их подруг. Момент между печалью поэта и возрастающими тонами радости на церемонии помолвки пойман Спенсером наиболее трогательно в песне благословения, спетого к лебедям одной из нимф. Только двумя годами ранее, Спенсер спел собственную радостную свадебную песню, но с тех пор печали постоянно обуревают его.
В последней своей работе, «Песнях Изменчивости», изданных посмертно в 1609, Спенсер размышляет ещё раз над старыми темами быстротечного времени, печалей и неуверенности в жизни. Песни, очевидно, были написаны как главное аллегорическое «ядро» для незаконченной VII книги «Королевы Фей». Предчувствуя ирландские восстания и будущие войны, угрожающие его семье, поэт размышляет над ролью переменчивости в творениях Бога. Спенсер вновь использует классический миф, чтобы исследовать проблемы его глубоко христианского представления о мире. Он рассказывает историю богини Изменчивости, дочери Титанов, которые когда-то восстали против Юпитера. Страстно желая, чтобы ею также восхищались, как её сёстрами Гекатой и Беллоной, Изменчивость намеревается при первом появлении в мире уничтожить всё, что в природе были установлено изначала и все законы гражданского общества, таким образом, принеся в мир смерть. Она поднимается к лунной сфере, пытаясь сбросить с трона богиню Луны Цинтию (аллегорию королевы Елизаветы I). «Песни Изменчивости» представляют собой высшее достижении поэтического искусства Спенсера, с лёгкостью соединяя напряжённые нравственные, психологические и исторические аллегории, которые пронизывают всё произведение.
Спенсером восхищались Альфред Теннисон, Лорд Байрон, Майкл Драйтон, Джон Китс и многие другие. Поэзия Спенсера трудна для перевода. И дело не только в некоторой архаичности её языка. Сложность заключена в богатой стихотворной палитре великого мастера, насыщенной разнообразными идеями, концептами, метафорами, скрытыми аллюзиями и поэтическими тропами. Поэтому произведения Спенсера начали активно переводиться только со второй половины XX века. В XXI веке в Интернете были размещены профессиональные переводы многих произведений Спенсера: «Руины Времени» (перевод В. Савина), «Дафнаида» (перевод В. Кормана), «Пастуший календарь» (12 эклог, перевод С. Александровского), «Видения о суетности мира» (перевод С. Шестакова), «Видения о суетности мира» (перевод В. Савина) «Проталамион» (перевод Р. Митина), «Amoretti, Анакреонтика и Эпиталамий» (перевод А. Лукьянова), «Четыре Гимна» (перевод В. Кормана), избранные песни первых трёх книг «Королевы Фей» (авторское название «Королева Духов», перевод В. Микушевича).

## Изданные переводы Спенсера на русский язык
- Гербель Н. В. Английские поэты в биографиях и образцах. — СПб., 1875.
- Европейские поэты Возрождения / БВЛ. Серия первая. — М., 1974. — Т. 32. — С. 483—497.
- Спенсер Эдмунд. Amoretti и Эпиталама. / Сост. И. И. Бурова. — СПб., 1999.
- Спенсер Эдмунд. Любовные послания. Цикл из 88 сонетов. / Перевод, вступ. ст. и примеч. А. В. Покидова. — М., 2001.
- Amoretti, Анакреонтика и Эпиталамий / пер. А. Лукьянова // Спенсер, Эдмунд. Сонеты, песни, гимны о Любви и Красоте. — М.: «СПСЛ»; Русская панорама, 2011.
- Четыре Гимна / пер. В. Кормана // Спенсер, Эдмунд. Сонеты, песни, гимны о Любви и Красоте. — М.: «СПСЛ»; Русская панорама, 2011.
- Спенсер Э. Пастуший календарь, вмещающий двенадцать Эклог, сообразных двенадцати месяцам / Пер. с англ. С. Александровского; илл. У. Крэйна. — М.: издательство Водолей, 2016. — 240 с. ISBN 978-5-91763-290-2
- Спенсер Эдмунд. Малые поэмы / Сост., статья и примеч. А. В. Лукьянова. Пер. с англ. В. М. Корман, А. В. Лукьянов, В. А. Савин, С. Г. Шестаков. — М.: издательство Водолей, 2018. — 384 с. ISBN 978-5-91763-444-9
- Спенсер, Эдмунд. Королева фей. Кн. 1. Легенда о рыцаре алого креста, или о святости / Эдмунд Спенсер; предисл., пер. с англ. и коммент. Владимира Микушевича. — М.: Энигма, 2019. — 320 с. ISBN 978-5-94698-284-9

### На русском языке
- Спенсер // Краткая литературная энциклопедия: В 9 т. Т. 7. — М.: Советская энциклопедия, 1972. — С. 121.
- Бурова И. И. «Малые поэмы» Эдмунда Спенсера. — СПб.: СПбГУ, 2001.
- Бурова И. И. Эдмунд Спенсер (1552?—1599) // Образование и культура. — №. 5—6. 2000. — C. 22-31.
- Бурова И. И . Экспериментальная поэзия Эдмунда Спенсера. — СПб.: Комильфо, 2009.
- Лукьянов А. В. Эдмунд Спенсер. Жизнь, карьера, поэзия // Спенсер Э. Сонеты, песни, гимны о Любви и Красоте. — М. : «СПСЛ»; Русская панорама, 2011. — C. 328—365.
- Лукьянов А. В.Любовь и Красота в «Amoretti», «Эпиталамии» и «Четырёх Гимнах» Эдмунда Спенсера // Спенсер Э. Сонеты, песни, гимны о Любви и Красоте — М.: «СПСЛ»; Русская панорама, 2011. — C. 366—424.
- Лукьянов А. В."Пожизненная склонность к меланхолии" в творчестве Эдмунда Спенсера // Спенсер Э. Малые поэмы — М.: издательство Водолей, 2018. — C. 297—376.
- Халтрин-Халтурина Е. В. «Королева фей» Эдмунда Спенсера: художественная топография. — М.: ИМЛИ РАН, 2022. — 288 с. https://ed-imli.ru/index.php/ru/1770-koroleva-fej-edmunda-spensera-khudozhestvennaya-topografiya

### На английском языке
- Church, R.W. Spenser. — New York: MacMillan and Co., 1902.
- The Complete Works in Verse and Prose of Edmund Spenser / Edited by Alexander B. Grosart. — In 10 volumes. — London, 1882. — Vol. 1: Life of Spenser.
- Edmund Spenser // Encyclopedia Britannica, 11th Ed., vol. XXV. Cambridge England: at the University Press, New York, 1911.
- Edmund Spenser // Dictionary of National Biography. — London, 1898. — Vol. 53.
- Jenkins, Raymond. Spenser and the Clerkship in Munster // PMLA. — Vol. 47, No. 1 (Mar., 1932).
- Richard Rumruss. Spenser’s life and career // The Cambridge Companion to Spenser / Ed. Andrew Hadfield. — Cambridge, 2001.
- Biography of Edmund Spenser by John W. Hales. : The Project Gutenberg EBook. URL:http://www.gutenberg.org/dirs/etext04/esbio10.txt
- Spenser’s Life and the Subject of Biography. / eds Anderson Judith H., Donald Cheney, and David A. Richardson. — Amherst: Univ. of Massachusetts Press, 1996.
- Alexander C. Judson. The Life of Edmund Spenser. — Baltimore: Johns Hopkins University Press, 1945.
- The Cambridge Companion to Spenser / Ed. Andrew Hadfield. — New York: Cambridge University Press, 2001.
- The Prince of Poets: Essays on Edmund Spenser /ed.John R. Elliott Jr. — New York: New York University Press, 1968.
- William Nelson. The Poetry of Edmund Spenser: A Study. — New York: Columbia University Press, 1963.
- Robert Ellrodt. Neoplatonism in the Poetry of Edmund Spenser. — Geneva: E. Droz, 1960.
- The Spenser Encyclopedia / eds. by Hamilton, Donald Cheney, W. F. Blissett, David A. Richardson, and William W. Barker. — Toronto: University of Toronto Press, 1990.
- Lynn Staley Johnson. «The Shepheardes Calender»: An Introduction. — University Park: Pennsylvania State University Press, 1990.
- Elizabeth Heale. «The Faerie Queene»: A Study Guide. — Cambridge: Cambridge University Press, 1987.
- Herbert W. Sugden. The Grammar of Spenser’s «Faerie Queene». — Philadelphia: Linguistic Society of America, 1936.
- Paul J. Alpers. The Poetry of «The Faerie Queene». — Princeton: Princeton University Press, 1967.
- W. L. Renwick. Edmund Spenser: An Essay on Renaissance Poetry. — London: Edward Arnold, 1925.
- David R. Shore. Spenser and the Poetics of Pastoral: A Study of the World of Colin Clout. — Kingston, Ont.: McGill-Queen’s University Press, 1985.
- Carol V. Kaske. "Spenser’s Amoretti and Epithalamion of 1595: Structure, Genre, and Numerology, " English Literary Renaissance, 8 (Autumn 1978): 271—295.
- James H. Morey. Spenser’s Mythic Adaptations in Muiopotmos // Spenser Studies: A Renaissance Poetry Annual. — New York: AMS Press, Inc.), vol. IX (1991). — P. 49—59.